# Kempiola shankari
Kempiola shankari is een rechtvleugelig insect uit de familie krekels (Gryllidae). De wetenschappelijke naam van deze soort is voor het eerst geldig gepubliceerd in 1977 door Sinha & Agarwal.